# 索博列沃區
索博列沃區（俄语：Соболевский район），是俄羅斯堪察加邊疆區的一個區，位於堪察加半島，面積21,076平方公里，人口密度每平方公里0.12人，2010年人口2,604；2002年人口3,221；1989年人口6,079。